# José Irízar Urbizu
José Irízar Urbizu   (Bilbao, 5 d'octubre de 1882 - Barcelona, 28 de març de 1935), conegut amb el sobrenom de el pare, fou un futbolista basc de les dècades de 1900 i 1910.

## Trajectòria
La seva posició al camp era la de defensa. Després jugar a l'Athletic Club, s'incorporà al futbol català a les files del FC X la temporada 1906-07, club amb el qual guanyà dos Campionats de Catalunya (1907, 1908). A continuació jugà dues temporades i mitja amb l'Espanyol (1909-11), club continuador de l'X, i tres amb el FC Barcelona (1911-14), club on guanyà la Copa d'Espanya en dues ocasions (1912, 1913), una vegada el Campionat de Catalunya (1913) i dues la Copa Pirineus (1912 i 1913). Ja havia jugat l'any 1908 amb el Barça, en una gira que va fer el club per l'estranger. Posteriorment tornà a jugar a l'Athletic Club. Fou un habitual amb la selecció catalana durant els primers anys de la dècada de 1910.

## Palmarès
FC X
- Campionat de Catalunya de futbol:
  - 1906-07, 1907-08

FC Barcelona
- Campionat de Catalunya de futbol:
  - 1912-13
- Copa espanyola:
  - 1911-12, 1912-13
- Copa dels Pirineus:
  - 1911-12, 1912-13